# Thailand Futsal League 2017
Die Thailand Futsal League 2017 war die 10. Spielzeit der thailändischen Futsalliga seit der offiziellen Einführung im Jahr 2006. Titelverteidiger war Chonburi Bluewave Futsal Club. 

## Modus
Gespielt wird in zwei Runden, einer Hin- und einer Rückrunde.

## Teilnehmende Mannschaften
| Mannschaft                          | Standort          |
| ----------------------------------- | ----------------- |
| Bangkok BTS Futsal Club             | Bangkok           |
| Bangkok City Futsal Club            | Bangkok           |
| Chonburi Bluewave Futsal Club       | Chonburi          |
| Department of Highways Futsal       |                   |
| Kasem Bundit University Futsal Club |                   |
| Nakhon Ratchasima V-One Futsal Club | Nakhon Ratchasima |
| Nonthaburi Futsal Club              | Nonthaburi        |
| Pattaya Thai-Tech Futsal Club       | Pattaya           |
| Port Futsal Club                    | Bangkok           |
| Rajnavy Futsal Club                 | Bangkok           |
| Samut Sakhon Futsal Club            | Samut Sakhon      |
| Sisaket Futsal Club                 | Sisaket           |
| Surat Thani Futsal Club             | Surat Thani       |
| Thakham Cold Storage FC             | Samut Songkhram   |

## Tabelle
| Pl. | Verein                              | Sp. | S  | U | N  | Tore    | Diff. | Punkte |
| --- | ----------------------------------- | --- | -- | - | -- | ------- | ----- | ------ |
| 1.  | Chonburi Bluewave Futsal Club (M)   | 26  | 20 | 2 | 4  | 119:670 | +52   | 62     |
| 2.  | Port Futsal Club                    | 26  | 19 | 3 | 4  | 104:560 | +48   | 60     |
| 3.  | Bangkok BTS Futsal Club             | 26  | 16 | 5 | 5  | 104:620 | +42   | 53     |
| 4.  | Surat Thani Futsal Club             | 26  | 15 | 3 | 8  | 095:830 | +12   | 48     |
| 5.  | Kasem Bundit University Futsal Club | 26  | 14 | 6 | 6  | 077:590 | +18   | 48     |
| 6.  | Samut Sakhon Futsal Club            | 26  | 13 | 3 | 10 | 077:680 | +9    | 42     |
| 7.  | Department of Highways Futsal       | 26  | 10 | 8 | 8  | 075:660 | +9    | 38     |
| 8.  | Thakham Cold Storage FC             | 26  | 11 | 2 | 13 | 081:900 | −9    | 35     |
| 9.  | Rajnavy Futsal Club                 | 26  | 9  | 5 | 12 | 083:770 | +6    | 32     |
| 10. | Sisaket Futsal Club                 | 26  | 8  | 3 | 15 | 069:880 | −19   | 27     |
| 11. | Pattaya Thai-Tech Futsal Club       | 26  | 8  | 3 | 15 | 083:110 | −27   | 27     |
| 12. | Bangkok City Futsal Club            | 26  | 6  | 2 | 18 | 083:116 | −33   | 20     |
| 13. | Nonthaburi Futsal Club              | 26  | 5  | 3 | 18 | 058:102 | −44   | 18     |
| 14. | Nakhon Ratchasima V-One Futsal Club | 26  | 3  | 2 | 21 | 063:127 | −64   | 11     |